# Méthodes d'analyse et de conception
En ingénierie, une méthode d'analyse et de conception est un procédé qui a pour objectif de permettre de formaliser les étapes préliminaires du développement d'un système afin de rendre ce développement plus fidèle aux besoins du client. Pour ce faire, on part d'un énoncé informel (le besoin tel qu'il est exprimé par le client, complété par des recherches d'informations auprès des experts du domaine fonctionnel, comme les futurs utilisateurs d'un logiciel), ainsi que de l'analyse de l'existant éventuel (c'est-à-dire la manière dont les processus à traiter par le système se déroulent actuellement chez le client).
La phase d'analyse permet de lister les résultats attendus, en termes de fonctionnalités, de performance, de robustesse, de maintenance, de sécurité, d'extensibilité, etc.
La phase de conception permet de décrire de manière non ambiguë, le plus souvent en utilisant un langage de modélisation, le fonctionnement futur du système, afin d'en faciliter la  réalisation. 

## Différence entre spécification et conception
La spécification décrit l'objet à développer en termes de fonctionnalité. En ce sens, elle répond à la question "quoi ?". La conception décrit l'ensemble des moyens et procédures permettant de développer/produire/mettre à disposition cette fonctionnalité, et répond en ce sens à la question "comment ?".
Ceci étant dit, la spécification est définie comme l'expression de toutes les caractéristiques de l'objet à développer selon une vue externe (comportements, propriétés, contraintes, etc.) et la conception sera définie comme la description de l'objet à développer selon une vue interne (structures et comportements des composants) _

## Méthodes d'analyse et de conception
- RACINES
- Merise

- 3AR
- MMTS
- MASE
- CISAD
- MKSH
- NIAM
- OMT (Object Modeling Technique)
- Méthode Booch
- OOSE
- SADT
- SART
- SA/SD
- MACAO
- FAST
- APTE (application aux techniques d'entreprise)
- Processus unifié utilisant la méthode de notation UML
- Analyse décisionnelle des systèmes complexes
- OOD

Méthodes avec notation formelle
- Méthode B
- Méthode Z
- Méthode VDM
- Lotos
- Lds